# Liopropoma dorsoluteum
Liopropoma dorsoluteum är en fiskart som beskrevs av Kon, Yoshino och Sakurai, 1999. Liopropoma dorsoluteum ingår i släktet Liopropoma och familjen havsabborrfiskar. Inga underarter finns listade i Catalogue of Life.